# ロドニー・ヒース
ロドニー・ヒース（Rodney Heath, 1884年6月15日 - 1936年10月6日）は、オーストラリア・メルボルン出身の男子テニス選手。1905年に始まった「オーストラレーシアン・テニス選手権」（現在の全豪オープン）で、第1回大会の男子シングルス優勝者となった選手である。右利きの選手で、フォアハンド・ストロークのドライブ（順回転のボール）を得意にした。フルネームは Wilfrid Rodney Heath （ウィルフリッド・ロドニー・ヒース）という。

## 来歴
1905年11月、メルボルン市内にある「ウェアハウスマンズ・クリケット・クラブ」（Warehouseman's Cricket Club）で第1回「オーストラレーシアン・テニス選手権」（Australasian Tennis Championship）が始まった。最初は男子シングルス・男子ダブルスの2部門のみが行われ、第1回の男子シングルスには17名の選手が参加した。11月27日にロドニー・ヒースとアーサー・カーティス医師（Dr. Arthur H. Curtis）による最初の決勝戦が行われ、第1セットをカーティスが 6-4 で先取したが、続く3セットをヒースが 6-3, 6-4, 6-4 で取り、オーストラリアにおける最初のグランドスラム大会の優勝者に輝いた。5年後の1910年、ヒースは第6回大会の決勝でホーレス・ライス（1907年大会優勝者）を 6-4, 6-3, 6-2 で破り、5年ぶり2度目の優勝を果たした。
ヒースは男子ダブルスでも1906年と1911年の2度優勝し、第2回大会の1906年はアンソニー・ワイルディング（ニュージーランド）と、1911年はランドルフ・ライセット（イギリス）とペアを組んだが、この部門では1910年と1914年に2度の準優勝もあった。
その後1914年に第1次世界大戦が勃発し、ヒースは軍用航空機の操縦に従事した。第1次世界大戦が1918年に終結した後、ヒースは親友のランドルフ・ライセットとペアを組んで1919年のウィンブルドン男子ダブルス部門に出場した。決勝では同じオーストラリアペアのパット・オハラウッド＆ロナルド・トーマス組に 4-6, 2-6, 6-4, 2-6 で敗れて準優勝になったが、こうしてヒースは全豪選手権以外の大会にも名前を残した。それから17年後の1936年10月6日、ロドニー・ヒースは故郷のメルボルンにて52歳で死去した。

## 全豪選手権の成績
- 男子シングルス：2勝（1905年・1910年）
- 男子ダブルス：2勝（1906年・1911年）　［準優勝2度：1910年・1914年］